# José Vargas
José Vargas, detto El Grillo (La Romana, 23 giugno 1963), è un ex cestista dominicano, professionista in Europa e in Sudamerica.

## Carriera
È stato selezionato dai Dallas Mavericks al secondo giro del Draft NBA 1988 (49ª scelta assoluta).
Con la Rep. Dominicana ha disputato sei edizioni dei Campionati americani (1984, 1989, 1993, 1995, 2003, 2005).

## Palmarès
- Campionato israeliano: 1

Maccabi Tel Aviv: 1991-92